# Molí de la Coromina
El Molí de la Coromina és una obra de la Vall de Bianya (Garrotxa) inclosa a l'Inventari del Patrimoni Arquitectònic de Catalunya.

## Descripció
El molí de la Coromina es troba a uns vint minuts de l'hostal de la Vall del Bac. És una ferma construcció formada per dos cossos. Al costat nord hi ha un cos, en estat ruïnós, de planta i pis, que tenia l'era al terrat. Això va fer que el sr. Danés i Vernedes digués, l'any 1931: "Recomano el cas als arquitectes per si volen construir terrats de solidesa a prova de poder-hi batre". L'altre cos està format per baixos, on hi ha les restes del molí, planta i pis, amb obertures rectangulars amb arquet de llibre.
L'estat general del molí és totalment ruïnós malgrat ser l'últim en deixar de funcionar a la vall. Tenia voltes d'aresta, avui la majoria enrunades. A la llinda de la porta principal d'accés, emmarcada per carreus tallats, hi ha la inscripció: "JUAN CORO = MI (roda) NA 18 67".

## Història
La Coromina va ser una de les cases importants de la vall i coma a tal va disposar de nombroses cabanes, àmplia pallissa i un molí per escairar el blat. La masia és obra del segle xviii, però les cabanes, la pallissa i el molí són obra del segle xix. A les primeres hi ha la data de 1845 i al molí la de 1867.